# Volta a Cataluña 1940
La Volta a Cataluña 1940 fue la 20.ª edición de la Volta a Cataluña. Se disputó en 9 etapas del  5 al 12 de mayo de 1940 con un total de 1.344 km. El vencedor final fue el luxemburgués Christophe Didier.
Esta edición se disputó a los pocos meses del inicio del inicio de la Segunda Guerra Mundial, y participaron diferentes corredores en el que sus países estaban afectados por el conflicto. Todas las etapas fueron ganadas por corredores extranjeros.

## Etapas
| Etapa | Fecha      | Ciudades de etapa       | km    | Vencedor de la etapa         | Líder de la general |
| ----- | ---------- | ----------------------- | ----- | ---------------------------- | ------------------- |
| 1º    | 5 de mayo  | Montjuic - Montjuic     | 38,0  | Nello Troggi                 | Nello Troggi        |
| 2º    | 5 de mayo  | Barcelona - Vendrell    | 86,0  | Huub Sijen                   | Huub Sijen          |
| 3º    | 6 de mayo  | Vendrell - Reus         | 147,0 | Frans Pauwels                | Frans Pauwels       |
| 4º    | 7 de mayo  | Reus - Lérida (CRI)     | 111,0 | Mathias Clemens              | Mathias Clemens     |
| 5º    | 8 de mayo  | Lérida - Viella         | 215,0 | Christophe Didier            | Mathias Clemens     |
| 6º    | 9 de mayo  | Viella - Seo de Urgel   | 266,0 | Karel-Lodewijk van Espenhout | Christophe Didier   |
| 7º    | 10 de mayo | Seo de Urgel - Figueras | 200,0 | Albert Ritserveldt           | Christophe Didier   |
| 8º    | 11 de mayo | Figueras - Gerona (CRI) | 93,0  | Mathias Clemens              | Christophe Didier   |
| 9º    | 12 de mayo | Gerona - Barcelona      | 188,0 | Mathias Clemens              | Christophe Didier   |

### 1ª etapa[1]
05-05-1940:  Barcelona - Barcelona. 38,0 km
|   | Ciclista           | Tiempo     |
| - | ------------------ | ---------- |
| 1 | Nello Troggi       | 1h 01' 55" |
| 2 | Huub Sijen         | m. t.      |
| 3 | Albert Ritserveldt | m. t.      |

|   | Ciclista           | Tiempo     |
| - | ------------------ | ---------- |
| 1 | Nello Troggi       | 1h 01' 55" |
| 2 | Huub Sijen         | m. t.      |
| 3 | Albert Ritserveldt | m. t.      |

### 2ª etapa
05-05-1940: Barcelona - El Vendrell. 86,0 km
|   | Ciclista          | Tiempo     |
| - | ----------------- | ---------- |
| 1 | Huub Sijen        | 2h 19' 18" |
| 2 | Bartolomé Flaquer | m. t.      |
| 3 | Giuseppe Martano  | m. t.      |

|   | Ciclista           | Tiempo     |
| - | ------------------ | ---------- |
| 1 | Huub Sijen         | 3h 21' 18" |
| 2 | Bartolomé Flaquer  | m. t.      |
| 3 | Albert Ritserveldt | m. t.      |

### 3ª etapa
06-05-1940: El Vendrell - Reus. 147,0 km
|   | Corredor          | Tiempo     |
| - | ----------------- | ---------- |
| 1 | Frans Pauwels     | 5h 01' 33" |
| 2 | Juan Gimeno       | m. t.      |
| 3 | Christophe Didier | + 04' 34"  |

|   | Ciclista          | Tiempo     |
| - | ----------------- | ---------- |
| 1 | Frans Pauwels     | 8h 22' 46" |
| 2 | Juan Gimeno       | m. t.      |
| 3 | Christophe Didier | + 04' 34"  |

### 4ª etapa[2]
07-05-1940: Reus - Lérida. 111,0 km (CRI)
|   | Ciclista           | Tiempo     |
| - | ------------------ | ---------- |
| 1 | Mathias Clemens    | 3h 08' 10" |
| 2 | Giuseppe Martano   | + 04' 10"  |
| 3 | Albert Ritserveldt | + 05' 20"  |

|   | Ciclista          | Tiempo      |
| - | ----------------- | ----------- |
| 1 | Mathias Clemens   | 11h 39' 37" |
| 2 | Frans Pauwels     | + 01' 07"   |
| 3 | Christophe Didier | + 01' 43"   |

### 5ª etapa[3]
08-05-1940: Lérida - Viella. 215,0 km
|   | Ciclista                     | Tiempo     |
| - | ---------------------------- | ---------- |
| 1 | Christophe Didier            | 8h 38' 36" |
| 2 | Karel-Lodewijk van Espenhout | + 54"      |
| 3 | Mathias Clemens              | m. t.      |

|   | Ciclista          | Tiempo      |
| - | ----------------- | ----------- |
| 1 | Mathias Clemens   | 20h 19' 07" |
| 2 | Christophe Didier | + 49"       |
| 3 | Frans Pauwels     | + 01' 07"   |

### 6ª etapa[4]
09-09-1940: Viella - Seo de Urgel. 266,0 km
|   | Corredor                     | Tiempo      |
| - | ---------------------------- | ----------- |
| 1 | Karel-Lodewijk van Espenhout | 10h 28' 23" |
| 2 | Mariano Cañardo              | m. t.       |
| 3 | Antonio Martín               | m. t.       |

|   | Ciclista          | Tiempo      |
| - | ----------------- | ----------- |
| 1 | Christophe Didier | 30h 48' 19" |
| 2 | Frans Pauwels     | + 01' 27"   |
| 3 | Mariano Cañardo   | + 05' 31"   |

### 7ª etapa[5]
10-05-1940: Seo de Urgel - Figueras. 200,0 km
|   | Corredor           | Tiempo     |
| - | ------------------ | ---------- |
| 1 | Albert Ritserveldt | 3h 45' 57" |
| 2 | Antonio Martín     | + 04"      |
| 3 | José Soler         | m. t.      |

|   | Ciclista          | Tiempo      |
| - | ----------------- | ----------- |
| 1 | Christophe Didier | 39h 19' 24" |
| 2 | Frans Pauwels     | + 01' 45"   |
| 3 | Mariano Cañardo   | + 05' 49"   |

### 8ª etapa[6]
11-05-1940: Figueras - Gerona. 93,0 km (CRI)
|   | Ciclista          | Tiempo     |
| - | ----------------- | ---------- |
| 1 | Mathias Clemens   | 2h 30' 07" |
| 2 | Christophe Didier | + 05' 23"  |
| 3 | Juan Gimeno       | + 07' 53"  |

|   | Ciclista          | Tiempo      |
| - | ----------------- | ----------- |
| 1 | Christophe Didier | 41h 54' 54" |
| 2 | Mathias Clemens   | + 07' 53"   |
| 3 | Mariano Cañardo   | + 08' 59"   |

### 9ª etapa[7]
12-05-1940: Gerona - Barcelona. 188,0 km
|   | Ciclista        | Tiempo     |
| - | --------------- | ---------- |
| 1 | Mathias Clemens | 6h 43' 23" |
| 2 | Fermín Trueba   | + 02' 57"  |
| 3 | Antonio Martín  | + 03' 27"  |

|   | Ciclista          | Tiempo      |
| - | ----------------- | ----------- |
| 1 | Christophe Didier | 48h 41' 44" |
| 2 | Mathias Clemens   | + 04' 26"   |
| 3 | Mariano Cañardo   | + 08' 59"   |

## Clasificación General
|    | Ciclista               | Equipo | Tiempo      |
| -- | ---------------------- | ------ | ----------- |
|    | Christophe Didier      |        | 48h 41' 44" |
| 2  | Mathias Clemens        |        | + 4' 26"    |
| 3  | Mariano Cañardo        |        | + 8' 59"    |
| 4  | Diego Cháfer           |        | + 14' 04"   |
| 5  | Juan Gimeno            |        | + 14' 45"   |
| 6  | Fermín Trueba          |        | + 33' 37"   |
| 7  | Antonio Andrés Sancho  |        | + 34' 35"   |
| 8  | Antonio Martín         |        | + 37' 49"   |
| 9  | Delio Rodríguez Barros |        | + 39' 03"   |
| 10 | Manuel Izquierdo       |        | + 54' 40"   |

## Clasificaciones secundarias
| \| \| Ciclista \| Equipo \| Puntos \| \| - \| --------------- \| ------ \| ------ \| \| 1 \| Fermín Trueba \| 31 \| \| \| 2 \| Mathias Clemens \| 26 \| \| \| 3 \| Juan Gimeno \| 17 \| \| |                 |        |        |
| | Ciclista        | Equipo | Puntos |
| 1 | Fermín Trueba   | 31     |        |
| 2 | Mathias Clemens | 26     |        |
| 3 | Juan Gimeno     | 17     |        |